# World, Hold On (Children of the Sky)
Singles de Bob Sinclar
Love Generation
(2005) Rock This Party (Everybody Dance Now)
(2006)
World, Hold On (Children of the Sky) est une chanson de Bob Sinclar issue de l'album Western Dream dans laquelle chante Steve Edwards. Le single s'est vendu à plus de 2,5 millions d'exemplaires dans le monde.

## Remixes et versions officielles
1. Radio Edit
2. Video Edit
3. Club Edit
4. Club Mix
5. Club Extended Mix
6. Axwell Remix
7. Axwell Vocal Remix
8. Wally López Factomania Vocal Remix
9. Wally López Factomania Dub Remix
10. David Guetta & Joachim Garraud Remix
11. Sergio Flores Epic Club Mix
12. Sergio Flores AM Dub
13. Richard Earnshaw Remix
14. E-Smoove Vocal Mix
15. Bob Sinclar vs. Harlem Hustlers Remix
16. Harlem Hustlers Penthouse Remix
17. Ralphi Rosario Vocal Mix/Rosabel Vocal Mix
18. Ralphi Rosario Dub Mix/Rosabel Dub Mix

## Formats et liste des pistes
- 5" CD single (3 juillet 2006) ( Royaume-Uni)

1. "World, Hold On (Children of the Sky)" (Radio Edit) 3:20
2. "World, Hold On (Children of the Sky)" (Club Edit) 6:35

- 5" maxi single (Europe)

1. "World, Hold On (Children of the Sky)" (Video Edit)
2. "World, Hold On (Children of the Sky)" (Radio Edit) 3:18
3. "World, Hold On (Children of the Sky)" (Club Mix) 8:08
4. "World, Hold On (Children of the Sky)" (Extended Club Mix) 8:35

- 12" maxi single (11 mai 2006) (Germany)
  - A-side

  1. "World, Hold On (Children of the Sky)" (Extended Club Mix) 8:35
  2. "World, Hold On (Children of the Sky)" (Axwell Remix) 7:28

  - B-side

  1. "World, Hold On (Children of the Sky)" (David Guetta & Joachim Garraud Remix) 7:26
  2. "World, Hold On (Children of the Sky)" (Wally López Dub Mix) 9:14

- 12" maxi single (March 15, 2006) (Belgium/France/Spain)

1. "World, Hold On (Children of the Sky)" (Club Mix) 8:06
2. "World, Hold On (Children of the Sky)" (Extended Club Mix) 8:37

- 12" maxi single (août 2006) ( États-Unis)
  - A-side

  1. "World, Hold On (Children of the Sky)" (Rosabel Vocal Mix) 9:52

  - B-side

  1. "World, Hold On (Children of the Sky)" (Ralphi Rosario Dub) 11:08

- 12" maxi single (June 2006) ( Royaume-Uni)
  - A-side

  1. "World, Hold On (Children of the Sky)" (Original Version) 6:35
  2. "World, Hold On (Children of the Sky)" (Richard Earnshaw Remix) 8:54

  - B-side

  1. "World, Hold On (Children of the Sky)" (Sergio Flores Epic Club Mix) 6:53
  2. "World, Hold On (Children of the Sky)" (Sergio Flores AM Dub)

- CDE single (Enhanced) ( Autriche /  Allemagne)

1. "World, Hold On (Children of the Sky)" (Radio Edit) 3:18
2. "World, Hold On (Children of the Sky)" (Club Mix) 8:08
3. "World, Hold On (Children of the Sky)" (Axwell Remix) 7:28
4. "World, Hold On (Children of the Sky)" (David Guetta & Joachim Garraud Remix) 7:26
5. "World, Hold On (Children of the Sky)" (Video) 3:37

- CDE single (June 2006) (Italy)

1. "World, Hold On (Children of the Sky)" (Radio Edit) 3:18
2. "World, Hold On (Children of the Sky)" (Club Mix) 8:08
3. "World, Hold On (Children of the Sky)" (Axwell Remix) 7:28
4. "World, Hold On (Children of the Sky)" (David Guetta & Joachim Garraud Remix) 7:26
5. "World, Hold On (Children of the Sky)" (Wally López Dub Mix) 9:14
6. "World, Hold On (Children of the Sky)" (Video) 3:37

- CDE single (June 2006) ( Royaume-Uni)

1. "World, Hold On (Children of the Sky)" (Original Version) 6:35
2. "World, Hold On (Children of the Sky)" (Sergio Flores Epic Club Mix) 6:53
3. "World, Hold On (Children of the Sky)" (Bob Sinclar vs. Harlem Hustlers Remix) 6:50
4. "World, Hold On (Children of the Sky)" (E-Smoove Vocal Mix) 6:46
5. "World, Hold On (Children of the Sky)" (Axwell Vocal Remix) 6:27
6. "World, Hold On (Children of the Sky)" (Richard Earnshaw Remix) 8:54
7. "World, Hold On (Children of the Sky)" (Video) 3:37

- 'CD single ( Australie / Europe)

1. "World, Hold On (Children of the Sky)" (Radio Edit) 3:18
2. "World, Hold On (Children of the Sky)" (Club Mix) 8:06

- Remixes single #1 (July 2006) (Italy)
  - Face A

  1. "World, Hold On (Children of the Sky)" (Bob Sinclar vs. Harlem Hustlers Remix) 9:06

  - Face B

  1. "World, Hold On (Children of the Sky)" (Harlem Hustlers Penthouse Remix) 8:15

- Remixes single #2 (July 2006) (Italy)
  - Face A

  1. "World, Hold On (Children of the Sky)" (Axwell Remix) 7:30

  - B-side

  1. "World, Hold On (Children of the Sky)" (David Guetta Remix) 7:29

- Remixes single #3 (July 2006) (France)
  - Face B

  1. "World, Hold On (Children of the Sky)" (Axwell Remix) 7:30

  - Face B

  1. "World, Hold On (Children of the Sky)" (Joachim Garraud & David Guetta Remix) 7:27

### Classement par pays
| Classement (2006)                       | Meilleure position |
| --------------------------------------- | ------------------ |
| Allemagne (GfK Entertainment)           | 19                 |
| Australie (ARIA)                        | 19                 |
| Autriche (Ö3 Austria Top 40)            | 17                 |
| Belgique (Flandre Ultratop 50 Singles)  | 3                  |
| Belgique (Wallonie Ultratop 50 Singles) | 3                  |
| Tchéquie (IFPI Rádio)                   | 8                  |
| Écosse (OCC)                            | 7                  |
| Finlande (Suomen virallinen lista)      | 7                  |
| Danemark (Tracklisten)                  | 9                  |
| Europe (Hot 100)                        | 4                  |
| France (SNEP)                           | 2                  |
| France (Club 40)                        | 1                  |
| Grèce (IFPI)                            | 6                  |
| Hongrie (Rádiós Top 40)                 | 1                  |
| Italie (FIMI)                           | 4                  |
| Pays-Bas (Single Top 100)               | 8                  |
| Pays-Bas (Nederlandse Top 40)           | 5                  |
| Norvège (VG-lista)                      | 15                 |
| Pologne (Classement Airplay)            | 1                  |
| Espagne (PROMUSICAE)                    | 13                 |
| Roumanie (Romanian Top 100)             | 1                  |
| Suède (Sverigetopplistan)               | 14                 |
| Suisse (Schweizer Hitparade)            | 12                 |
| Royaume-Uni (UK Singles Chart)          | 9                  |
| Russie (Tophit)                         | 2                  |
| États-Unis (Dance Club Songs)           | 1                  |